# Saint-Didier (Jura)
Saint-Didier é uma comuna francesa na região administrativa de Borgonha-Franco-Condado, no departamento de Jura. Estende-se por uma área de 3,02 km². Em 2010 a comuna tinha 277 habitantes (densidade: 91,7 hab./km²).